# RE:TV
RE:TV e български телевизионен канал, излъчващ предимно новинарска и публицистична програма. Каналът съществува в периода 7 май 2008 – 27 ноември 2009 г.

## История
Каналът е създаден през 2008 г. с помощта на Фондация „Граждански медии“, чиято цел е да подкрепя свободата на словото и качествената журналистика. Изпълнителен директор на RE:TV е Асен Григоров, а сред финансиралите я е Светослав Божилов.
RE:TV се излъчва чрез сателит, кабелните оператори и по Интернет. Бившият телевизионен канал е и първата цифрова медия в България, излъчвала изцяло във формат 16:9.
Сред журналистите и водещите в RE:TV са Иван Бедров, Явор Дачков, Веселина Петракиева, Николай Чадаров, Ралица Ковачева, Стоян Янков и др.
В 22 часа на 27 ноември 2009 г. телевизията неочаквано преустановява своето излъчване. Причината според създателите ѝ е свързана със свилия се рекламен пазар и световната икономическа криза.

## Предавания, излъчвани по RE:TV
- Булевард България – 19:00 (понеделник – петък), с повторение 23:00 (понеделник – петък)
- Документален филм на Арте – 20:30 (неделя)
- Икономически обзор – 12:30 (събота)
- Новини нон стоп – 8:00, 16:00, 22:00 (събота, неделя)/ 10:00, 22:00 (понеделник – петък)/ 00:00 (всеки ден без понеделник и събота)/ 13:00 (събота)
- Пристрастно – 19:00 (неделя), с повторение 00:30 (понеделник)
- Потребителят – 00:00 (понеделник)
- Реплики – 11:30 (събота, неделя), с повторение 18:30 (неделя) и 21:30 (събота)
- Радар – 12:00 (събота), с повторение 14:00, 22:00 (неделя) и 20:00 (събота)
- Спортни новини – 20:00 (понеделник – петък)
- 18 часа – 18:00 (понеделник – петък)
- 21 часа – 21:00 (понеделник – петък)
- Re:Start – 7:00 (понеделник – петък)
- Re:Market – 9:50, 18:50, 20:20 (понеделник – петък), 15:00 (събота), 11:00, 15:00, 20:00 (неделя)
- Re:Play – 13:00 (неделя), с повторение 21:00 (събота) и 23:00 (неделя)